# Swetlana Anatoljewna Warganowa
Swetlana Anatoljewna Warganowa (russisch Светлана Анатольевна Варганова; * 19. November 1964 in Leningrad) ist eine ehemalige russische Schwimmerin, die in den 1970er und 1980er Jahren für die Sowjetunion startete.

## Sportliche Karriere
Swetlana Warganowa gewann bei den Olympischen Spielen 1980 in Moskau die Silbermedaille über 200 m Brust hinter ihrer Landsfrau Lina Kačiušytė. Bei den Schwimmweltmeisterschaften 1982 in Guayaquil gewann sie die Goldmedaille über 200 m Brust und die Bronzemedaille mit der sowjetischen Staffel (4 × 100 m Lagen). Am 30. März 1979 stellte Warganowa in Minsk einen Weltrekord über 200 m Brust auf. Ihre Zeit betrug 02:31,09 (gleichzeitig Europarekord). 1982 war sie sowjetische Meisterin (100 m).
Nach dem Ende ihrer sportlichen Karriere arbeitete Warganowa als Trainerin.

## Persönliche Bestzeiten
- 100 m Brust: 1:11,09 (1982)
- 200 m Brust: 2:28,82 (1982)

## Auszeichnungen
- Verdienter Meister des Sports der UdSSR (1982)[3]
- Medaille für heldenhafte Arbeit[3]